# Torneio Four Hills
O Torneio das Quatro Pistas,  Torneio das Quatro Colinas ou Torneio dos Quatro Trampolins também conhecido pelo nome em inglês Four Hills (em alemão:  Vierschanzentournee) é uma competição de saltos de esqui realizada anualmente em dezembro e janeiro na Alemanha e na Áustria desde 1952. É composto por quatro eventos (que também fazem parte da Copa do Mundo de Salto de Esqui) realizados nas cidades de Oberstdorf, Garmisch-Partenkirchen, Innsbruck e Bischofshofen.
O torneio premeia os atletas que conseguirem os melhores resultados na soma das quatro etapas. Começou a ser disputado na temporada 1952-53. Os únicos saltadores a conseguir o grand slam dos saltos de ski (vencer as quatro etapas na mesma temporada) foram o alemão Sven Hannawald (2001-02), o polaco Kamil Stoch (2017-18) e o japonês Ryōyū Kobayashi (2018-19).

## Etapas
| Oberstdorf            | Garmisch-Partenkirchen | Innsbruck             | Bischofshofen              |
| --------------------- | ---------------------- | --------------------- | -------------------------- |
| 29 ou 30 de dezembro  | 1 de janeiro           | 3 ou 4 de janeiro     | 6 de janeiro               |
| Schattenbergschanze   | Große Olympiaschanze   | Bergiselschanze       | Paul-Ausserleitner-Schanze |
| Tamanho: K-120 HS 137 | Tamanho: K-125 HS 140  | Tamanho: K-120 HS 130 | Tamanho: K-125 HS 140      |
|                       |                        |                       |                            |

## Campeões
| * | Vitória nas quatro etapas em uma mesma temporada |

| Temporada | Oberstdorf            | Garmisch- Partenkirchen | Innsbruck                    | Bischofshofen         | Geral                    |
| --------- | --------------------- | ----------------------- | ---------------------------- | --------------------- | ------------------------ |
| 1952–53   | Erling Kroken         | Asgeir Dølplads         | Sepp Bradl                   | Halvor Næs            | Sepp Bradl               |
| 1953–54   | Olav Bjørnstad        | Olav Bjørnstad          | Olav Bjørnstad               | Sepp Bradl            | Olav Bjørnstad           |
| 1954–55   | Aulis Kallakorpi      | Aulis Kallakorpi        | Torbjørn Ruste               | Torbjørn Ruste        | Hemmo Silvennoinen       |
| 1955–56   | Eino Kirjonen         | Hemmo Silvennoinen      | Koba Zakadze                 | Yuri Skorzov          | Nikolay Kamenskiy        |
| 1956–57   | Pentti Uotinen        | Nikolay Kamenskiy       | Nikolai Schamov              | Eino Kirjonen         | Pentti Uotinen           |
| 1957–58   | Nikolai Kamenski      | Willi Egger             | Helmut Recknagel             | Helmut Recknagel      | Helmut Recknagel         |
| 1958–59   | Helmut Recknagel      | Helmut Recknagel        | Helmut Recknagel             | Walter Habersatter    | Helmut Recknagel         |
| 1959–60   | Max Bolkart           | Max Bolkart             | Max Bolkart                  | Albin Plank           | Max Bolkart              |
| 1960–61   | Juhani Kärkinen       | Koba Zakadze            | Kalevi Kärkinen              | Helmut Recknagel      | Helmut Recknagel         |
| 1961–62   | Eino Kirjonen         | Georg Thoma             | Willi Egger                  | Willi Egger           | Eino Kirjonen            |
| 1962–63   | Toralf Engan          | Toralf Engan            | Toralf Engan                 | Torbjørn Yggeseth     | Toralf Engan             |
| 1963–64   | Torbjørn Yggeseth     | Veikko Kankkonen        | Veikko Kankkonen             | Baldur Preiml         | Veikko Kankkonen         |
| 1964–65   | Torgeir Brandtzæg     | Erkki Pukka             | Torgeir Brandtzæg            | Bjørn Wirkola         | Torgeir Brandtzæg        |
| 1965–66   | Veikko Kankkonen      | Paavo Lukkariniemi      | Dieter Neuendorf             | Veikko Kankkonen      | Veikko Kankkonen         |
| 1966–67   | Dieter Neuendorf      | Bjørn Wirkola           | Bjørn Wirkola                | Bjørn Wirkola         | Bjørn Wirkola            |
| 1967–68   | Dieter Neuendorf      | Bjørn Wirkola           | Gariy Napalkov               | Jiří Raška            | Bjørn Wirkola            |
| 1968–69   | Bjørn Wirkola         | Bjørn Wirkola           | Bjørn Wirkola                | Jiří Raška            | Bjørn Wirkola            |
| 1969–70   | Gariy Napalkov        | Jiří Raška              | Bjørn Wirkola                | Jiří Raška            | Horst Queck              |
| 1970–71   | Ingolf Mork           | Ingolf Mork             | Zbyněk Hubač                 | Ingolf Mork           | Jiří Raška               |
| 1971–72   | Yukio Kasaya          | Yukio Kasaya            | Yukio Kasaya                 | Bjørn Wirkola         | Ingolf Mork              |
| 1972–73   | Rainer Schmidt        | Rainer Schmidt          | Sergei Botschkov             | Rudolf Höhnl          | Rainer Schmidt           |
| 1973–74   | Hans-Georg Aschenbach | Walter Steiner          | Hans-Georg Aschenbach        | Bernd Eckstein        | Hans-Georg Aschenbach    |
| 1974–75   | Willi Pürstl          | Karl Schnabl            | Karl Schnabl                 | Karl Schnabl          | Willi Pürstl             |
| 1975–76   | Toni Innauer          | Toni Innauer            | Jochen Danneberg             | Toni Innauer          | Jochen Danneberg         |
| 1976–77   | Toni Innauer          | Jochen Danneberg        | Henry Glaß                   | Walter Steiner        | Jochen Danneberg         |
| 1977–78   | Matthias Buse         | Jochen Danneberg        | Per Bergerud                 | Kari Ylianttila       | Kari Ylianttila          |
| 1978–79   | Yuri Ivanov           | Josef Samek             | Pentti Kokkonen              | Pentti Kokkonen       | Pentti Kokkonen          |
| 1979–80   | Jochen Danneberg      | Hubert Neuper           | Hubert Neuper                | Martin Weber          | Hubert Neuper            |
| 1980–81   | Hubert Neuper         | Horst Bulau             | Jari Puikkonen               | Armin Kogler          | Hubert Neuper            |
| 1981–82   | Matti Nykänen         | Roger Ruud              | Manfred Deckert Per Bergerud | Hubert Neuper         | Manfred Deckert          |
| 1982–83   | Horst Bulau           | Armin Kogler            | Matti Nykänen                | Jens Weißflog         | Matti Nykänen            |
| 1983–84   | Klaus Ostwald         | Jens Weißflog           | Jens Weißflog                | Jens Weißflog         | Jens Weißflog            |
| 1984–85   | Ernst Vettori         | Jens Weißflog           | Matti Nykänen                | Hroar Stjernen        | Jens Weißflog            |
| 1985–86   | Pekka Suorsa          | Pavel Ploc              | Jari Puikkonen               | Ernst Vettori         | Ernst Vettori            |
| 1986–87   | Vegard Opaas          | Andreas Bauer           | Primož Ulaga                 | Tuomo Ylipulli        | Ernst Vettori            |
| 1987–88   | Pavel Ploc            | Matti Nykänen           | Matti Nykänen                | Matti Nykänen         | Matti Nykänen            |
| 1988–89   | Dieter Thoma          | Matti Nykänen           | Jan Boklöv                   | Mike Holland          | Risto Laakkonen          |
| 1989–90   | Dieter Thoma          | Jens Weißflog           | Ari-Pekka Nikkola            | František Jež         | Dieter Thoma             |
| 1990–91   | Jens Weißflog         | Jens Weißflog           | Ari-Pekka Nikkola            | Andreas Felder        | Jens Weißflog            |
| 1991–92   | Toni Nieminen         | Andreas Felder          | Toni Nieminen                | Toni Nieminen         | Toni Nieminen            |
| 1992–93   | Christof Duffner      | Noriaki Kasai           | Andreas Goldberger           | Andreas Goldberger    | Andreas Goldberger       |
| 1993–94   | Jens Weißflog         | Espen Bredesen          | Andreas Goldberger           | Espen Bredesen        | Espen Bredesen           |
| 1994–95   | R. Schwarzenberger    | Janne Ahonen            | Kazuyoshi Funaki             | Andreas Goldberger    | Andreas Goldberger       |
| 1995–96   | Mika Laitinen         | R. Schwarzenberger      | Andreas Goldberger           | Jens Weißflog         | Jens Weißflog            |
| 1996–97   | Dieter Thoma          | Primož Peterka          | Kazuyoshi Funaki             | Dieter Thoma          | Primož Peterka           |
| 1997–98   | Kazuyoshi Funaki      | Kazuyoshi Funaki        | Kazuyoshi Funaki             | Sven Hannawald        | Kazuyoshi Funaki         |
| 1998–99   | Martin Schmitt        | Martin Schmitt          | Noriaki Kasai                | Andreas Widhölzl      | Janne Ahonen             |
| 1999–00   | Martin Schmitt        | Andreas Widhölzl        | Andreas Widhölzl             | Andreas Widhölzl      | Andreas Widhölzl         |
| 2000–01   | Martin Schmitt        | Noriaki Kasai           | Adam Małysz                  | Adam Małysz           | Adam Małysz              |
| 2001–02   | Sven Hannawald        | Sven Hannawald          | Sven Hannawald               | Sven Hannawald        | Sven Hannawald *         |
| 2002–03   | Sven Hannawald        | Primož Peterka          | Janne Ahonen                 | Bjørn Einar Romøren   | Janne Ahonen             |
| 2003–04   | Sigurd Pettersen      | Sigurd Pettersen        | Peter Žonta                  | Sigurd Pettersen      | Sigurd Pettersen         |
| 2004–05   | Janne Ahonen          | Janne Ahonen            | Janne Ahonen                 | Martin Höllwarth      | Janne Ahonen             |
| 2005–06   | Janne Ahonen          | Jakub Janda             | Lars Bystøl                  | Janne Ahonen          | Janne Ahonen Jakub Janda |
| 2006–07   | Gregor Schlierenzauer | Andreas Küttel          | Anders Jacobsen              | Gregor Schlierenzauer | Anders Jacobsen          |
| 2007–08   | Thomas Morgenstern    | Gregor Schlierenzauer   | Janne Ahonen                 | Janne Ahonen          | Janne Ahonen             |
| 2008–09   | Simon Ammann          | Wolfgang Loitzl         | Wolfgang Loitzl              | Wolfgang Loitzl       | Wolfgang Loitzl          |
| 2009–10   | Andreas Kofler        | Gregor Schlierenzauer   | Gregor Schlierenzauer        | Thomas Morgenstern    | Andreas Kofler           |
| 2010–11   | Thomas Morgenstern    | Simon Ammann            | Thomas Morgenstern           | Tom Hilde             | Thomas Morgenstern       |
| 2011–12   | Gregor Schlierenzauer | Gregor Schlierenzauer   | Andreas Kofler               | Thomas Morgenstern    | Gregor Schlierenzauer    |
| 2012–13   | Anders Jacobsen       | Anders Jacobsen         | Gregor Schlierenzauer        | Gregor Schlierenzauer | Gregor Schlierenzauer    |
| 2013–14   | Simon Ammann          | Thomas Diethart         | Anssi Koivuranta             | Thomas Diethart       | Thomas Diethart          |
| 2014-15   | Stefan Kraft          | Anders Jacobsen         | Richard Freitag              | Michael Hayboeck      | Stefan Kraft             |
| 2015-16   | Severin Freund        | Peter Prevc             | Peter Prevc                  | Peter Prevc           | Peter Prevc              |
| 2016-17   | Stefan Kraft          | Daniel-André Tande      | Daniel-André Tande           | Kamil Stoch           | Kamil Stoch              |
| 2017-18   | Kamil Stoch           | Kamil Stoch             | Kamil Stoch                  | Kamil Stoch           | Kamil Stoch * (2)        |
| 2018-19   | Ryouyu Kobayashi      | Ryouyu Kobayashi        | Ryouyu Kobayashi             | Ryouyu Kobayashi      | Ryouyu Kobayashi         |
| 2019-20   | Ryouyu Kobayashi      | Marius Lindvik          | Marius Lindvik               | Dawid Kubacki         | Dawid Kubacki            |
| 2020–21   | Karl Geiger           | Dawid Kubacki           | Kamil Stoch                  | Kamil Stoch           | Kamil Stoch (3)          |
| 2021–22   | Ryōyū Kobayashi       | Ryōyū Kobayashi         | Ryōyū Kobayashi              | Daniel Huber          | Ryōyū Kobayashi          |
| 2022–23   | Halvor Egner Granerud | Halvor Egner Granerud   | Dawid Kubacki                | Halvor Egner Granerud | Halvor Egner Granerud    |
| 2023–24   | Andreas Wellinger     | Anže Lanišek            | Jan Hörl                     | Stefan Kraft          | Ryōyū Kobayashi (3)      |
| 2024–25   | Stefan Kraft          | Daniel Tschofenig       | Stefan Kraft                 | Daniel Tschofenig     | Daniel Tschofenig        |

## Ligações Externas
- «Sítio oficial» (em alemão)
- (em norueguês)
- Central de resultados no site da Federação Internacional de Esqui {{en}